# Helle Virkner
Helle Virkner, née Helle Genie Lotinga le 15 septembre 1925 à Aarhus et décédée le 10 juin 2009 à Charlottenlund, est une actrice danoise, femme politique locale sociale-démocrate et Première dame du Danemark en 1962-1968 et 1971-1972. Comme actrice, elle est principalement connue pour ses rôles télévisés en tant que Mme Olsen dans The House at Christianshavn et Elisabeth Friis dans Matador. 

## Biographie
Helle Virkner est la fille du propriétaire Moritz (Morris) Lotinga (1893-1946) et de son épouse Ellen Larsine Rasmussen (1903-1990). Durant les premières années de sa vie, la famille a vécu dans une villa à Ry. Quand Virkner a 5 ans, ses parents divorcent, et sa mère et elle s'installent à Copenhague, où elles vivent avec Else, sa tante, et ses grands-parents dans le quartier d'Østerbro. Elle va à l'école de filles d'Ingrid Jespersen. Le 23 septembre 1942, sa mère et elle reçoivent une aide financière au nom de famille Virkner et le nom Lotinga est supprimé. 
Helle Virkner s'est mariée trois fois : à William Rosenberg de 1946 à 1949, à Ebbe Rode de 1949 à 1958, et au Premier ministre Jens Otto Krag de 1959 à 1973, qu'elle épouse à Roquebrune-Cap-Martin en France. Elle a deux enfants avec Jens Otto Krag, son fils Jens Christian Krag (né le 21 juin 1960) et sa fille Søsser Astrid Helene Krag. 

## Carrière d'actrice

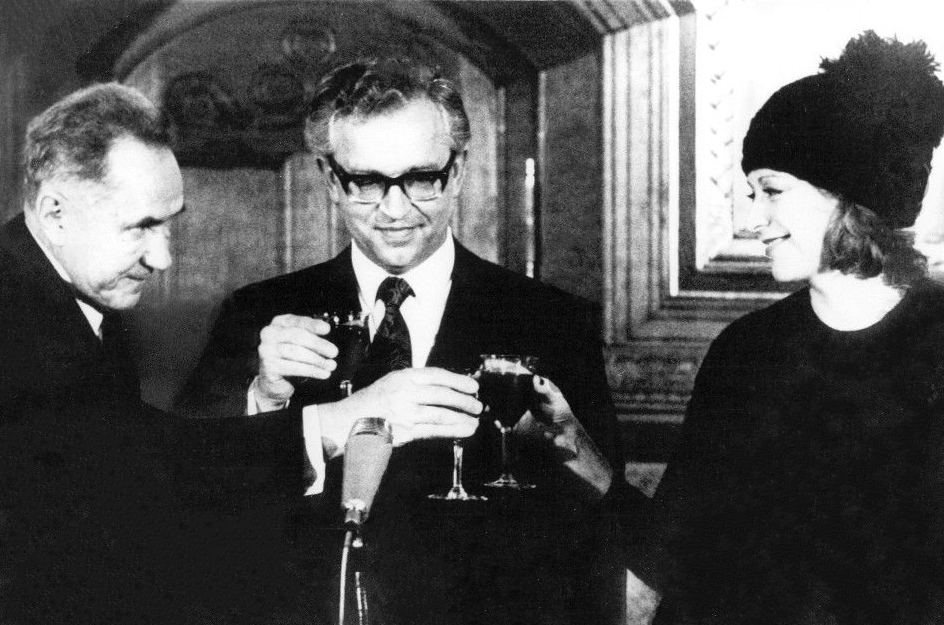
Alexeï Kossyguine, Egon Weidekamp et Helle Virkner en 1971 à Copenhague.

Après obtention de son baccalauréat, Virkner rejoint le Folketeatret et le Det Ny Teater comme figurante. De 1944 à 1946, elle étudie au Det Kongelige Teaters Elevskole. Elle fait ses débuts au Théâtre royal danois en 1945 dans le rôle de Gudrun dans la pièce de théâtre Parasitterne. 
En 1963, Virkner reçoit le prix Bodil de la meilleure actrice dans un rôle principal pour sa performance dans le film Den kære familie. 
Elle joue dans de nombreux films danois et a des rôles dans les séries télévisées The House at Christianshavn (1970-77) et Matador (1978-81). En 1972, elle joue un rôle au Cirkusrevyen à Nyhavnsluder. En 1982, avec Erik Breiner, elle devient directrice du Théâtre ABC. Dans les années 1980, elle joue dans Arsenic et vieilles dentelles, Bernardas Hus et Den gale fra Chaillot. De 1992 à 1993, elle joue au Folketeatret dans Inden for murene et Robert og Judith. Elle met ensuite fin à sa carrière théâtrale. Elle a son dernier rôle au cinéma en 2003. 
Helle Virkner écrit ses mémoires Scenen skifter (1968), Hils fra mig og kongen (1994) et Billeder fra mit liv (1996). En 2004, elle reçoit un Æres-Robert et en 2007, elle reçoit un Bodil d'honneur pour sa carrière. 

## Carrière politique
En tant que Première Dame, Helle Virkner s'est vu confier des fonctions de représentation. En particulier, en 1964, elle reçoit la visite du dirigeant soviétique Nikita Khrouchtchev. 
La carrière de Helle Virkner en tant que politicienne locale commence lorsqu'elle est interpellée par un électeur social-démocrate qui l'encourage à se présenter aux élections locales. Après une campagne électorale soutenue par le ministre de l'Environnement de l'époque, Helge Nielsen, et le candidat parlementaire Klaus Ebbesen, elle est élue au conseil municipal de Frederiksberg pour les sociaux-démocrates et a pris ses fonctions le 1er avril 1974. Elle y siège jusqu'en 1982.   
Helle Virkner développe un cancer en 2008 et meurt le 10 juin 2009 des suites de complications,. Elle avait 83 ans. Elle est enterrée au cimetière Ordrup. 

## Filmographie
- 1942 : Søren Søndervold
- 1943 : En pige uden lige
- 1944 : Frihed, lighed og Louise
- 1944 : Otte akkorder
- 1944 : Spurve under taget
- 1946 : Så mødes vi hos Tove
- 1947 : My name is Petersen
- 1947 : Ta', hvad du vil ha'
- 1948 : Penge som græs
- 1948 : Hvor er far?
- 1949 : For frihed og ret
- 1953 : Solstik
- 1954 : Hendes store aften
- 1954 : Himlen er blå
- 1955 : Bruden fra Dragstrup
- 1955 : På tro og love
- 1956 : Kispus
- 1956 : Tante Tut fra Paris
- 1957 : Amor i telefonen
- 1957 : Englen i sort
- 1958 : Mor skal giftes
- 1958 : Over alle grænser
- 1959 : Poeten og Lillemor de Erik Balling
- 1959 : Tre må man være
- 1959 : Onkel Bill fra New York
- 1960 : Poeten og Lillemor og Lotte
- 1961 : Cirkus Buster
- 1961 : Poeten og Lillemor i forårshumør
- 1961 : Støv på hjernen
- 1962 : Det støver stadig
- 1962 : Den kære familie
- 1963 : Støv for alle pengene
- 1963 : Peters landlov
- 1964 : Døden kommer til middag
- 1965 : Landmandsliv
- 1965 : Passer passer piger
- 1965 : Mor bag rattet
- 1966 : Gys og gæve tanter
- 1968 : Det var en lørdag aften
- 1970 : Oktoberdage
- 1970 : Rend mig i revolutionen
- 1971 : Tjærehandleren
- 1971 : Olsen Banden i Jylland
- 1971 : Ballade på Christianshavn
- 1972 : Olsen Bandens store kup
- 1973 : Olsen Banden går amok
- 1974 : Nitten røde roser
- 1976 : Kassen stemmer
- 1978-1981 : Matador
- 1977 : Pas på ryggen, professor
- 1983 : De uanstændige
- 1994 : Riget 1
- 1997 : Riget 2
- 2000 : Blinkende lygter
- 2001 : Trækfugle
- Se dagens lys - 2003